# Claudia Buckenmaier
Claudia Buckenmaier (* 1964 in Hechingen) ist eine deutsche Journalistin.
Buckenmaier wuchs im schwäbischen Hechingen auf. In Tübingen und Frankfurt am Main studierte sie Politikwissenschaft und Germanistik, worauf sie ein  Volontariat beim Norddeutschen Rundfunk (NDR) anschloss. Ab 1993 war sie dort freie Mitarbeiterin im Programmbereich Zeitgeschehen/Fernsehen. 1997 wurde sie beim NDR feste Redakteurin in der Auslandsredaktion und moderierte die Sendung Weltbilder. Ab 1999 war sie Redakteurin des NDR im ARD-Hauptstadtstudio Berlin.
Auslandserfahrung sammelte Buckenmaier, als sie 2006 vertretungsweise als Korrespondentin im ARD-Fernsehstudio London (NDR) arbeitete. Von Juli 2007 bis Juli 2012 war Claudia Buckenmaier Leiterin des ARD-Studios Stockholm und berichtete für die ARD aus Skandinavien und dem Baltikum. Seit Juli 2012 war sie Leiterin der Auslandsredaktion des NDR in Hamburg.
Seit Juli 2017 war sie ARD-Korrespondentin in Washington. Vom 1. Januar 2021 bis zum 30. Juni 2022 leitete Buckenmaier das Studio in Washington. Seitdem arbeitet sie wieder für das ARD-Hauptstadtstudio in Berlin.

## Schriften
- Wer rettet Amerika? Bericht aus einem verwundeten Land. Rowohlt Berlin, Berlin 2022, ISBN 978-3-7371-0153-0.